# Чиро Имобиле
Чиро Имобиле (итал. Ciro Immobile; 20. фебруар 1990, Торе Анунцијата, Италија) професионални је италијански фудбалер, који игра за турски Бешикташ и репрезентацију Италије, на позицији нападача.

## Биографија
Фудбалом је почео да се бави 2002. у Соренту. Професионалну каријеру започео је 2009. у Јувентусу, а затим је био на позајмицама у три различита клуба пре преласка у Ђенову 2012. Након једне сезоне вратио се у Торино, где је потписао уговор са градским ривалом Јувентуса — Торином. У сезони 2013/14. био је најбољи стрелац Серије А са 22 гола. Након добре сезоне у Торину, прешао је у Борусију Дортмунд за 18 милиона евра. Године 2015, прешао је у Севиљу, за коју је одиграо само осам утакмица, пре него се у јануару 2016. вратио у Торино на позајмицу. Након истека позајмице, Имобиле је прешао у Лацио у јулу 2016, за 8,7 милиона евра. Након добрих партија у Лацију, продужио је уговор са клубом до 2023.
За репрезентацију Италије дебитовао је 2014, наступао је на Светском првенству 2014 и Европском првенству 2016.

## Успјеси

### Клупски
Пескара
- Серија Б (1) : 2011/12.

Борусија Дортмунд
- Суперкуп Немачке (1) : 2014.

Лацио
- Куп Италије (1) : 2018/19.
- Суперкуп Италије (2) : 2017, 2019.

Бешикташ
- Суперкуп Турске (1) : 2024.

### Репрезентативни
Италија
- Европско првенство (1) : 2020.